# Hugues de Gabala
Hugues de Gabala est un évêque syrien du XIIe siècle. 

## Biographie
Français, vraisemblablement d'origine nivernaise, il n'apparaît dans aucun texte historique avant avril 1140. 
Il est envoyé à Viterbe pour y rencontrer le Pape Eugène III et lui apprendre la prise d'Édesse par le prince Zengi (18 novembre 1145). Il se lie alors avec l'historien Otton de Freising et lui aurait confié l’existence du royaume mythique du prêtre nestorien Jean au-delà de la Perse et de l'Arménie, ce qui sera l'origine de nombreuses expéditions. 
Il meurt lors du voyage de retour le 10 août 1146 ou le 10 août 1147.